# Mervana Jugićová-Salkićová
Mervana Jugićová-Salkićová (* 14. května 1980, Zenica) je bosenská profesionální tenistka. Ve své dosavadní kariéře na okruhu WTA Tour vyhrála dva turnaje ve čtyřhře. V rámci okruhu ITF získala k říjnu 2011 čtrnáct titulů ve dvouhře a třicet sedm ve čtyřhře.
Na žebříčku WTA byla nejvýše ve dvouhře klasifikována v červnu 2004 na 99. místě a ve čtyřhře pak v červenci 2006 na 59. místě.
V roce 2004 se zúčastnila Letních olympijských her v Athénách.

## Soukromý život
Narodila se do rodiny Hidajet a Hašiha Jugićových. S tenisem začala relativně pozdě až ve třinácti letech. Plynně hovoří bosensky a anglicky.

## Finálové účasti na turnajích WTA Tour
| Legenda: před 2009      | Legenda: od 2009        |
| ----------------------- | ----------------------- |
| Grand Slam (0/0)        |                         |
| WTA Championships (0/0) |                         |
| Tier I (0/0)            | Premier Mandatory (0/0) |
| Tier II (0/0)           | Premier 5 (0/0)         |
| Tier III (0/0)          | Premier (0/0)           |
| Tier IV & V (2/1)       | International (0/0)     |

### Čtyřhra: 3 (2–1)

#### Vítězka (2)
| Č. | Datum            | Turnaj                | Povrch | Spoluhráčka          | Finalistky                                  | Výsledek         |
| -- | ---------------- | --------------------- | ------ | -------------------- | ------------------------------------------- | ---------------- |
| 1. | 10. ledna 2004   | Auckland, Nový Zéland | tvrdý  | Jelena Kostanićová   | Virginia Ruanová Pascualová Paola Suárezová | 7–6(6), 3–6, 6–1 |
| 2. | 7. července 2005 | Modena, Itálie        | antuka | Julia Bejgelzimerová | Gabriela Navrátilová Michaela Paštiková     | 6–2, 6–0         |

#### Finalistka (1)
| Č. | Datum          | Turnaj               | Povrch | Spoluhráčka     | Vítězky                              | Výsledek |
| -- | -------------- | -------------------- | ------ | --------------- | ------------------------------------ | -------- |
| 1. | 19. dubna 2008 | Estoril, Portugalsko | antuka | İpek Şenoğluová | Maria Kirilenková Flavia Pennettaová | 4–6, 4–6 |